# Табын (племя)

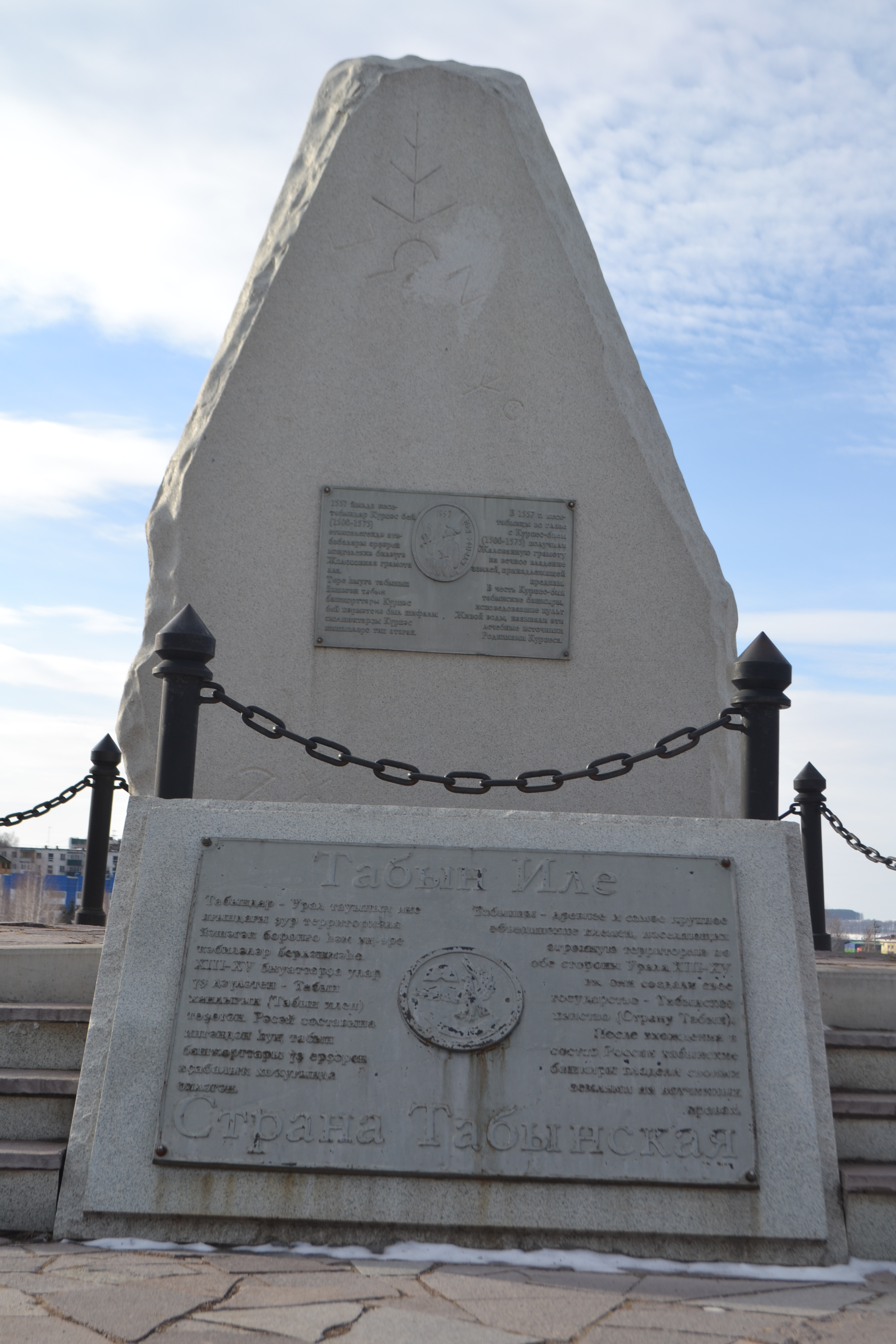
Монумент "Страна Табын"

Табын  — племя в составе табынской группы башкир.

## Этноним
Согласно распространённой версии, этноним табын восходит к монгольскому числительному пять. По мнению А. С. Сальманова, этноним табын восходит к имени древнего племени татаб.

## Родовой состав
Родоплеменная группа, которая в источниках XVIII в. объединяется под общим названием табынской, в составе башкир самая крупная по численности и наиболее сложная по составу. В табынском объединении шесть племен — табын, кувакан, сырзы, бишул, бадрак и кумрук.
Самым крупным в составе табынских башкир является племя табын. Из девяти табынских родов четыре — кара-табын, барын, теляу и кубаляк — находятся в Зауралье (восточнотабынские роды); остальные пять — кесе, юмран, кальсер, дуван и сарт — в центральной Башкирии (западнотабынские роды). Р. Г. Кузеев в числе западнотабынских родов также упоминает родовое подразделение курпеч.
Наиболее крупным среди восточнотабынских родов был род кара-табын. Царская жалованная грамота на все табынские земли была выдана кара-табынскому роду. Среди западнотабынских родов наиболее крупными были кесе, юмран, кальсер.
Башкиры-табынцы состоят из родов:
- БАРЫН (родовые подразделения: бурус, бэрэкэн, бутис, дэрджимэн, давлетбай, казах, калмак, караелкэ, кара угез, кулуй, кузян, куй-сары, кустанай, кызылбаш, кыргыз, карим, кэсэк, мышар, мустафа, урюк, сукур, субей, сутек, сыскан, табын, туктагул, тулуптар, туркмен, тунгатар, тэкэ, тупэй, ун, хаискан, сапаш, сарт, хупэис, сызгы, шуран, айле, акунчук, алакай, бурангул, илек-аймагы, имел, исянгул, казах, калмак, катай, суваш, таз, татар, таук, турна, исмаил, юлыш)
- ДУВАН (родовые подразделения: асан, бутнай, казан-татар, калмак, каскын, кутрас, култай, мукай, мураш, усэн, чингис, таз, тюкун, шэлте)
- КАЛЬСЕР (родовые подразделения: аккуз, бире, юныс, кускилде, кыйгас, сукай, туркмен, тырнак, уранкай, ябалак, каварды)
- КАРА-ТАБЫН (родовые подразделения: абдразак, айса, байдан, байназар, габзалил, дуван-сакал, исэнбэт, юмран, калмак, ильяс, калматай, канлы, карьяу, катай, кулман, курпэс, кыпсак, мазан, мин, муслим, мукшы, мукшы-каскын, райман, рамазан, салдый, суваш, сувашай, садэ, саит, санкем, табын, татар, туркмен, туктар, тэнес, шареп, алип, юлдаш, юлый, яик, якшимбет, якшигул, яналы, бидергэн, беркут, бурангул, бутис, бэжэкэй, иль-аймагы, илек-аймагы, калмак, кара табын, мэликэй, узунлар, субэй, сумэт, таз, тастар, тугузак, туктубай, сигизэк, исмаил, айле, абсалям)
- КЕСЕ (родовые подразделения: бесэй, бешкэк, биктэш, казан-татар, калмак, кансуяр, кахас, куртлукай, кыргыз, кырккузяк, монгол, манкы, мишэр, мулаш, мэмэк, сирмеш, сувашбердэй, таз, тайгын, туркмен, суюндук, шылтым, шареп, элтэшле)
- КУБАЛЕК (родовые подразделения: баим, ювашбай, карагай, муса, субэй, суваш, сандыр, тукус, утэй, сарт)
- САРТ (родовые подразделения: тэкэн, сарт-табын)
- ТЕЛЕУ (родовые подразделения: бесэй, буре, казах, каип, кызылбаш-катай, кыпсак, мэскэу, тук, тубал, сары, хэнэк, уф-сураман)
- ЮМРАН (родовые подразделения: кюнтуган, мэшэй, тукум, хаискан, ямгырсы).

## Табыны и монголы
Табыны включаются исследователями в число родоплеменных групп, связанных в прошлом с монголами. Этническая связь табынов с монголами, как отметил Н. В. Бикбулатов, прослеживается по целому ряду различных источников. По устным преданиям, табыны — потомки военачальника Чингисхана Майкы-бия.
Согласно распространённой версии, этноним табын восходит к монгольскому числительному пять. Ряд исследователей поддерживает монгольскую теорию происхождения табынов и отождествляет их с монгольскими тавнангутами и бурятскими табангутами.
По одной из версий, табыны являются потомками монголоязычных татабов. При описании характеристики татабов, сопоставляемых с табынцами, встречается сакральное число «пять»: «ставку та-табов (хи) окружало 500 вооружённых человек, войско разделено было на пять частей». Как отмечает  А. С. Сальманов, только монгольское происхождение табынцев, восходящее к их предкам — татабам, подобно тому, как восходят башкирские катайцы к киданям, может объяснять этническую близость табынцев и катайцев. Как известно, татабы и кидани были близки по быту и культуре и говорили на диалектах монгольского языка.